# Hit/no-hit-Verfahren
Beim Hit/no-hit-Verfahren wird eine externe Abfrage an die Kontaktstelle einer Datenbank nur mit Treffer (hit) oder kein Treffer (no hit) beantwortet. Dieses Verfahren findet z. B. Anwendung bei nationalen Datenbanken zur Speicherung von biometrischen Daten wie (EURODAC) oder Kraftfahrzeug- und Kraftfahrzeughalterdaten.

## Verfahren

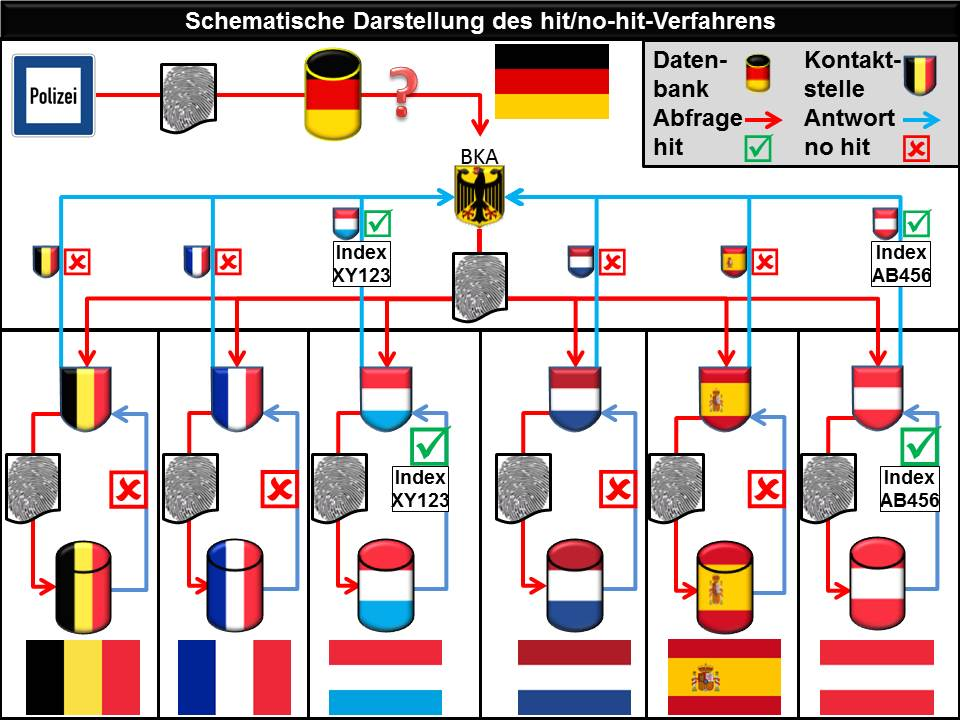
Schematische Darstellung des hit/no-hit-Verfahrens

Wenn z. B. im Rahmen von polizeilichen Ermittlungsarbeiten biometrische Spuren wie DNA oder Fingerabdrücke des Täters gefunden werden, können deutsche Polizeibehörden eine Abfrage über die deutsche Kontaktstelle für DNA-Analysedaten und Fingerabdrücke, das Bundeskriminalamt, an die Kontaktstellen der nationalen Datenbanken anderer Staaten veranlassen und prüfen lassen, ob dort Datensätze zu den gefundenen biometrischen Spuren gespeichert sind. Die abgefragten Kontaktstellen beantworten die Abfrage lediglich mit Treffer oder kein Treffer.
Handelt es sich um einen Treffer, wird an die abfragende Kontaktstelle zusätzlich übermittelt, welcher Staat die betreffenden Daten speichert und unter welchem Index diese in der nationalen Datenbank gespeichert sind. Der abfragende Staat kann sich daraufhin unmittelbar an den Staat wenden, der die betreffenden Daten speichert, und die Übermittlung des Datensatzes inklusive der relevanten personenbezogenen Daten beantragen.
Der Vorteil dieses Verfahrens gegenüber einer Online-Abfrage liegt darin, dass der Staat, der die betreffenden Daten in seiner nationalen Datenbank speichert, die Hintergründe der Abfrage prüfen und die abgefragten personenbezogenen Daten nach eigenem Ermessen zurückhalten kann, etwa wenn die Gründe für die Abfrage nicht der Zweckbindung der nationalen Datenbank genügen.

## Multi- und binationale Verträge

### Prümer Vertrag
Der Vertrag über die Vertiefung der grenzüberschreitenden Zusammenarbeit, insbesondere zur Bekämpfung des Terrorismus, der grenzüberschreitenden Kriminalität und der illegalen Migration regelt die gegenseitige Vernetzung nationaler Datenbanken, in denen Daten zur DNA-Analyse, Fingerabdrücke sowie Kraftfahrzeug- und Kraftfahrzeughalterdaten abgespeichert sind. Automatisierte Abfragen werden im hit/no-hit-Verfahren bearbeitet.
Als nationale Kontaktstelle für DNA-Analysedaten und Fingerabdrücke wurde das Bundeskriminalamt, für Kraftfahrzeug- und Kraftfahrzeughalterdaten wurde das Kraftfahrt-Bundesamt festgelegt.
Der Bundesbeauftragte für den Datenschutz und die Informationsfreiheit der Bundesrepublik Deutschland beanstandet nach seinem Besuch beim Bundeskriminalamt als der deutschen Kontaktstelle in seinem Tätigkeitsbericht zum Datenschutz für die Jahre 2007 und 2008 den nicht vertragskonformen Massenabgleich von DNA-Indexdaten im hit/no-hit-Verfahren::S. 130

„Dabei habe ich festgestellt, dass Deutschland den DNA-Datenaustausch mit jedem neu hinzukommenden Vertragsstaat zunächst mit einem Initialmassenabgleich der DNA-Profile beginnt [...]. Ich halte diese Praxis mit den Vorgaben des Vertrages für nicht vereinbar, denn ein solcher Massenabgleich ist nur mit DNA-Spurenmaterial vorgesehen (Artikel 4), nicht jedoch mit individuell zurechenbaren Identifizierungsmerkmalen. Im Übrigen halte ich einen solchen Massenabgleich auch für unverhältnismäßig, denn er widerspricht der vertraglich vereinbarten hit/no hit Abfrage im Einzelfall.“

### Abkommen zur Verhinderung und Bekämpfung schwerwiegender Kriminalität
Das deutsch-amerikanische Abkommen über die Vertiefung der Zusammenarbeit bei der Verhinderung und Bekämpfung schwerwiegender Kriminalität regelt den gegenseitigen Zugriff auf daktyloskopische Daten und DNA-Profile. Auch hier werden automatisierte Abfragen im hit/no-hit-Verfahren durchgeführt.
Als nationale Kontaktstelle wurde das Bundeskriminalamt festgelegt.
Datenschützer kritisieren insbesondere, dass zwar im Wesentlichen die Verfahren, jedoch nicht die restriktiven Datenschutzregelungen des Prümer Vertrages übernommen wurden.:S. 136